# Grasshopper Club Zürich 2021-2022
Questa voce raccoglie le informazioni riguardanti il Grasshopper Club Zürich nelle competizioni ufficiali della stagione 2021-2022.

## Stagione
Nella stagione 2021-2022 il Grasshoppers, allenato da Giorgio Contini, concluse il campionato di Super League all'8º posto. In Coppa Svizzera il Grasshoppers fu eliminato al secondo turno dal Thun.

## Rosa
| N. |                          | Ruolo | Calciatore                |
| -- | ------------------------ | ----- | ------------------------- |
| 1  | Portogallo (bandiera)    | P     | André Moreira             |
| 3  | Albania (bandiera)       | D     | Ermir Lenjani             |
| 4  | Cina (bandiera)          | D     | Li Lei                    |
| 6  | Albania (bandiera)       | C     | Amir Abrashi              |
| 7  | Portogallo (bandiera)    | C     | Nuno Da Silva             |
| 8  | Portogallo (bandiera)    | C     | André Clarindo dos Santos |
| 10 | Svizzera (bandiera)      | C     | Petar Pusic               |
| 11 | Corea del Sud (bandiera) | A     | Jeong Sang-bin            |
| 11 | Brasile (bandiera)       | A     | Leonardo Bonatini         |
| 14 | Portogallo (bandiera)    | D     | Tomás Ribeiro             |
| 15 | Giappone (bandiera)      | D     | Ayumu Seko                |
| 17 | Svizzera (bandiera)      | C     | Dion Kacuri               |
| 17 | Senegal (bandiera)       | A     | Kaly Sène                 |
| 20 | Portogallo (bandiera)    | C     | Bruno Jordão              |
| 22 | Svizzera (bandiera)      | C     | Giotto Morandi            |
| 25 | Guinea-Bissau (bandiera) | D     | Nadjack                   |
| 27 | Svizzera (bandiera)      | P     | Mateo Matic               |
| 28 | Slovacchia (bandiera)    | C     | Christián Herc            |

| N. |                       | Ruolo | Calciatore         |
| -- | --------------------- | ----- | ------------------ |
| 31 | Svizzera (bandiera)   | D     | Dominik Schmid     |
| 33 | Austria (bandiera)    | D     | Georg Margreitter  |
| 34 | Svizzera (bandiera)   | D     | Allan Arigoni      |
| 37 | Germania (bandiera)   | P     | Marius Kaiser      |
| 41 | Svizzera (bandiera)   | D     | Noah Loosli        |
| 50 | Svizzera (bandiera)   | C     | Simone Stroscio    |
| 55 | Svizzera (bandiera)   | C     | Elmin Rastoder     |
| 56 | Kosovo (bandiera)     | A     | Leonardo Uka       |
| 57 | Svizzera (bandiera)   | C     | Filipe de Carvalho |
| 59 | Nigeria (bandiera)    | A     | Francis Momoh      |
| 73 | Kosovo (bandiera)     | D     | Florian Hoxha      |
| 77 | Ungheria (bandiera)   | D     | Bendegúz Bolla     |
| 79 | Portogallo (bandiera) | A     | Vasco Paciência    |
| 93 | Francia (bandiera)    | P     | Lévi Ntumba        |
| 94 | Colombia (bandiera)   | A     | Brayan Riascos     |
|    | Svizzera (bandiera)   | D     | Baba Souare        |
|    | Giappone (bandiera)   | C     | Hayao Kawabe       |

## Organigramma societario
Area tecnica
- Allenatore: Giorgio Contini
- Allenatore in seconda: Erminio Piserchia
- Preparatore dei portieri: Jörg Stiel
- Preparatori atletici: Florian Klausner, Jacob Wolf, Philippe Hasler

## Calciomercato

### Sessione estiva
| Acquisti | Acquisti          | Acquisti            | Acquisti |
| R.       | Nome              | da                  | Modalità |
| -------- | ----------------- | ------------------- | -------- |
| A        | Kaly Sène         | Basilea             |          |
| D        | Noah Loosli       | Losanna             |          |
| D        | Bendegúz Bolla    | Fehérvár            |          |
| A        | Leonardo Campana  | Wolverhampton       |          |
| C        | Hayao Kawabe      | Sanfrecce Hiroshima |          |
| A        | Vasco Paciência   | Benfica B           |          |
| C        | Amir Abrashi      | Basilea             |          |
| P        | André Moreira     | Belenenses SAD      |          |
| C        | Christián Herc    | Karviná             |          |
| D        | Georg Margreitter | Norimberga          |          |
| D        | Baba Souare       | Kriens              |          |

| Cessioni | Cessioni        | Cessioni          | Cessioni |
| R.       | Nome            | a                 | Modalità |
| -------- | --------------- | ----------------- | -------- |
| A        | Fabio Fehr      | Sciaffusa         |          |
| A        | Robin Kalem     | Sciaffusa         |          |
| C        | Imran Bunjaku   | Aarau             |          |
| A        | Cristian Ponde  | Farense           |          |
| D        | Anthony Goelzer | Kriens            |          |
| A        | Hicham Acheffay | De Graafschap     |          |
| P        | Serif Berbić    | Grasshoppers II   |          |
| D        | Oskar Buur      | Wolverhampton U23 |          |
| P        | Marvin Keller   | Wil               |          |
| D        | Miguel Nóbrega  | Benfica U23       |          |
| D        | Nadjack         | Grasshoppers II   |          |
| A        | Nuno Da Silva   | Grasshoppers II   |          |
| C        | Nuno Pina       | Chievo            |          |
| C        | Connor Ronan    | Wolverhampton     |          |
| P        | Mirko Salvi     | Yverdon           |          |

### Sessione invernale
| Acquisti | Acquisti       | Acquisti        | Acquisti |
| R.       | Nome           | da              | Modalità |
| -------- | -------------- | --------------- | -------- |
| A        | Brayan Riascos | Metalist        |          |
| C        | Bruno Jordão   | Wolverhampton   |          |
| A        | Jeong Sang-bin | Suwon Bluewings |          |
| D        | Tomás Ribeiro  | Belenenses SAD  |          |
| D        | Ayumu Seko     | Cerezo Osaka    |          |
| D        | Li Lei         | Beijing Guoan   |          |

| Cessioni | Cessioni             | Cessioni        | Cessioni |
| R.       | Nome                 | a               | Modalità |
| -------- | -------------------- | --------------- | -------- |
| A        | Shkelqim Demhasaj    | Winterthur      |          |
| C        | Nikola Gjorgjev      | Sciaffusa       |          |
| D        | Elias Mesonero       | Rapperswil-Jona |          |
| A        | Leonardo Campana     | Inter Miami     |          |
| D        | Aleksandar Cvetković | Aarau           |          |
| D        | Toti                 | Wolverhampton   |          |
| C        | Hayao Kawabe         | Wolverhampton   |          |
| C        | Djibril Diani        | Caen            |          |

## Risultati

### Super League

#### Prima fase, girone di andata
| Arbitro: | Fähndrich |

|  |           |                                 |
|  | Marcatori | 54’ (aut.) Campana 70’ Esposito |

| Berna 31 luglio 2021, ore 20:30 CEST 2ª giornata | Young Boys | 0 – 0 referto | Grasshoppers | Stadio Wankdorf (20 628 spett.)\| Arbitro: \| Schärer \| |
| Arbitro:                                         | Schärer    |               |              |                                                          |

| Arbitro: | Bieri |

|                                  |           |           |
| Campana 35’, 49’ (rig.) Toti 81’ | Marcatori | 73’ Husic |

| Arbitro: | Schnyder |

|                           |           |                |
| Marchesano 10’ Ceesay 90’ | Marcatori | 7’ Margreitter |

| Arbitro: | Wolfensberger |

|                    |           |            |
| Campana 37’ (rig.) | Marcatori | 20’ Cognat |

| Arbitro: | Staubli |

|           |           |          |
| Sidler 3’ | Marcatori | 51’ Herc |

| Arbitro: | Dudic |

|                        |           |                 |
| Margreitter 50’ (aut.) | Marcatori | 90’ Margreitter |

| Arbitro: | Piccolo |

|                         |           |           |
| Sène 24’, 49’ Bolla 30’ | Marcatori | 90’ Zuffi |

| Arbitro: | San |

|                                               |           |                               |
| Sène 9’, 49’ Bonatini 23’ Bolla 70’ Diani 84’ | Marcatori | 46’ Lüchinger 54’ (rig.) Duah |

#### Prima fase, girone di ritorno
| Arbitro: | Bieri |

|                                   |           |                     |
| Amdouni 1’ Puertas 8’, 80’ (rig.) | Marcatori | 68’ (rig.) Bonatini |

| Arbitro: | Jaccottet |

|                                              |           |                              |
| Bonatini 17’ (rig.) Margreitter 27’ Herc 35’ | Marcatori | 3’, 66’ Pollero 10’ Džemaili |

| Arbitro: | Dudic |

|           |           |                               |
| Grgić 47’ | Marcatori | 32’ Kawabe 44’ Sène 78’ Diani |

| Arbitro: | Jaccottet |

|             |           |                |
| Arigoni 26’ | Marcatori | 90’ Siebatcheu |

| Arbitro: | Jaccottet |

|                         |           |                                |
| Kyei 32’, 79’ Imeri 50’ | Marcatori | 56’ (rig.) Bonatini 69’ Kawabe |

| Arbitro: | Fähndrich |

|  |           |              |
|  | Marcatori | 79’ Custodio |

| Arbitro: | Dudic |

|  |           |                               |
|  | Marcatori | 32’, 43’, 58’ Sène 83’ Kawabe |

| Arbitro: | Piccolo |

|             |           |           |
| Bonatini 4’ | Marcatori | 79’ Čumić |

| Arbitro: | Bieri |

|                        |           |                      |
| Stocker 45’ Kasami 90’ | Marcatori | 53’ Kawabe 86’ Pusic |

#### Seconda fase, girone di andata
| Arbitro: | Bieri |

|                              |           |  |
| Bamert 29’ Loosli 69’ (aut.) | Marcatori |  |

| Arbitro: | Schärer |

|            |           |                                 |
| Schmid 43’ | Marcatori | 47’ Ceesay 67’ Tosin 83’ Gnonto |

| Arbitro: | Wolfensberger |

|  |           |                |
|  | Marcatori | 28’, 67’ Momoh |

| Arbitro: | Piccolo |

|                           |           |                                    |
| Margreitter 60’ Bolla 90’ | Marcatori | 53’ (rig.) Siebatcheu 77’ Mambimbi |

| Arbitro: | Horisberger |

|                      |           |  |
| von Moos 7’ Duah 66’ | Marcatori |  |

| Arbitro: | Wolfensberger |

|          |           |                |
| Sène 78’ | Marcatori | 17’, 71’ Celar |

| Arbitro: | San |

|                     |           |                                              |
| Herc 42’ Kawabe 53’ | Marcatori | 36’ (rig.) Imeri 44’ Schalk 79’, 90’ Rodelin |

| Arbitro: | Piccolo |

|                    |           |  |
| Bonatini 2’ (aut.) | Marcatori |  |

| Arbitro: | Schnyder |

|                     |           |                                     |
| Sène 24’ Kawabe 38’ | Marcatori | 16’ Millar 44’ Lang 52’, 79’ Szalai |

#### Seconda fase, girone di ritorno
| Arbitro: | Schärer |

|           |           |             |
| Aliti 82’ | Marcatori | 52’ Morandi |

| Arbitro: | San |

|                       |           |                         |
| Arigoni 13’ Momoh 29’ | Marcatori | 63’ Abubakar 90’ Sidler |

| Arbitro: | Fähndrich |

|  |           |                     |
|  | Marcatori | 10’ (rig.) Bonatini |

| Arbitro: | Piccolo |

|                                  |           |                |
| Kawabe 37’ Lenjani 72’ Bolla 90’ | Marcatori | 5’ Kukuruzović |

| Arbitro: | Staubli |

|               |           |              |
| Sabbatini 75’ | Marcatori | 58’ Bonatini |

| Arbitro: | Schnyder |

|  |           |                 |
|  | Marcatori | 70’ Stojilković |

| Arbitro: | Horisberger |

|              |           |             |
| Esposito 84’ | Marcatori | 51’ Riascos |

| Arbitro: | Piccolo |

|                                  |           |                               |
| Loosli 18’ Morandi 45’ Momoh 81’ | Marcatori | 60’ (rig.) Quintillà 87’ Duah |

| Arbitro: | San |

|                                     |           |  |
| Fassnacht 7’ Kanga 77’ Monteiro 89’ | Marcatori |  |

### Coppa Svizzera
| Arbitro: | Gianforte |

|  |           |                                                         |
|  | Marcatori | 5’ Demhasaj 53’ Momoh 57’ Gjorgjev 59’ Santos 73’ Silva |

| Arbitro: | Jaccottet |

|            |           |  |
| Sutter 59’ | Marcatori |  |

## Statistiche

### Statistiche di squadra
| Competizione   | Punti | In casa | In casa | In casa | In casa | In casa | In casa | In trasferta | In trasferta | In trasferta | In trasferta | In trasferta | In trasferta | Totale | Totale | Totale | Totale | Totale | Totale | DR |
| Competizione   | Punti | G       | V       | N       | P       | Gf      | Gs      | G            | V            | N            | P            | Gf           | Gs           | G      | V      | N      | P      | Gf     | Gs     | DR |
| -------------- | ----- | ------- | ------- | ------- | ------- | ------- | ------- | ------------ | ------------ | ------------ | ------------ | ------------ | ------------ | ------ | ------ | ------ | ------ | ------ | ------ | -- |
| Super League   | 40    | 18      | 5       | 6       | 7       | 33      | 34      | 18           | 4            | 7            | 7            | 21           | 24           | 36     | 9      | 13     | 14     | 54     | 58     | -4 |
| Coppa Svizzera | -     | 0       | 0       | 0       | 0       | 0       | 0       | 2            | 1            | 0            | 1            | 5            | 1            | 2      | 1      | 0      | 1      | 5      | 1      | +4 |
| Totale         | 40    | 18      | 5       | 6       | 7       | 33      | 34      | 20           | 5            | 7            | 8            | 26           | 25           | 38     | 10     | 13     | 15     | 59     | 59     | 0  |

### Andamento in campionato
| Giornata  | 1 | 2 | 3 | 4 | 5 | 6 | 7 | 8 | 9 | 10 | 11 | 12 | 13 | 14 | 15 | 16 | 17 | 18 | 19 | 20 | 21 | 22 | 23 | 24 | 25 | 26 | 27 | 28 | 29 | 30 | 31 | 32 | 33 | 34 | 35 | 36 |
| --------- | - | - | - | - | - | - | - | - | - | -- | -- | -- | -- | -- | -- | -- | -- | -- | -- | -- | -- | -- | -- | -- | -- | -- | -- | -- | -- | -- | -- | -- | -- | -- | -- | -- |
| Luogo     | C | T | C | T | C | T | T | C | C | T  | C  | T  | C  | T  | C  | T  | C  | T  | T  | C  | T  | C  | T  | C  | C  | T  | C  | T  | C  | T  | C  | T  | C  | T  | C  | T  |
| Risultato | P | N | V | P | N | N | N | V | V | P  | N  | V  | N  | P  | P  | V  | N  | N  | P  | P  | V  | N  | P  | P  | P  | P  | P  | N  | N  | V  | V  | N  | P  | N  | V  | P  |
| Posizione | 9 | 8 | 6 | 7 | 8 | 7 | 7 | 6 | 5 | 5  | 4  | 4  | 5  | 5  | 5  | 5  | 5  | 6  | 7  | 7  | 6  | 6  | 7  | 8  | 8  | 8  | 8  | 8  | 8  | 8  | 7  | 7  | 8  | 7  | 7  | 8  |

Legenda:

Luogo: C = Casa; T = Trasferta. Risultato: V = Vittoria; N = Pareggio; P = Sconfitta.

### Statistiche dei giocatori
| Giocatore      | Super League | Super League | Super League | Super League | Coppa Svizzera | Coppa Svizzera | Coppa Svizzera | Coppa Svizzera | Totale   | Totale | Totale      | Totale     |
| Giocatore      | Presenze     | Reti         | Ammonizioni  | Espulsioni   | Presenze       | Reti           | Ammonizioni    | Espulsioni     | Presenze | Reti   | Ammonizioni | Espulsioni |
| -------------- | ------------ | ------------ | ------------ | ------------ | -------------- | -------------- | -------------- | -------------- | -------- | ------ | ----------- | ---------- |
| A. Abrashi     | 19           | 0            | 5            | 1            | 0              | 0              | 0              | 0              | 19       | 0      | 5           | 1          |
| A. Arigoni     | 34           | 2            | 7            | 0            | 2              | 0              | 0              | 0              | 36       | 2      | 7           | 0          |
| B. Bolla       | 30           | 4            | 4            | 0            | 1              | 0              | 0              | 0              | 31       | 4      | 4           | 0          |
| L. Bonatini    | 25           | 7            | 2            | 0            | 0              | 0              | 0              | 0              | 25       | 7      | 2           | 0          |
| L. Campana     | 14           | 3            | 1            | 0            | 1              | 0              | 0              | 0              | 15       | 3      | 1           | 0          |
| A. Cvetković   | 7            | 0            | 0            | 0            | 1              | 0              | 0              | 0              | 8        | 0      | 0           | 0          |
| S. Demhasaj    | 13           | 0            | 1            | 0            | 2              | 1              | 0              | 0              | 15       | 1      | 1           | 0          |
| D. Diani       | 15           | 2            | 4            | 0            | 2              | 0              | 0              | 0              | 17       | 2      | 4           | 0          |
| F. Fehr        | 1            | 0            | 0            | 0            | 1              | 0              | 0              | 0              | 2        | 0      | 0           | 0          |
| N. Gjorgjev    | 6            | 0            | 0            | 0            | 2              | 1              | 0              | 0              | 8        | 1      | 0           | 0          |
| C. Herc        | 34           | 3            | 7            | 1            | 1              | 0              | 1              | 0              | 35       | 3      | 8           | 1          |
| F. Hoxha       | 7            | 0            | 1            | 0            | 1              | 0              | 0              | 0              | 8        | 0      | 1           | 0          |
| S. Jeong       | 6            | 0            | 0            | 0            | 0              | 0              | 0              | 0              | 6        | 0      | 0           | 0          |
| B. Jordão      | 12           | 0            | 5            | 0            | 0              | 0              | 0              | 0              | 12       | 0      | 5           | 0          |
| D. Kacuri      | 8            | 0            | 1            | 0            | 0              | 0              | 0              | 0              | 8        | 0      | 1           | 0          |
| M. Kaiser      | 0            | 0            | 0            | 0            | 0              | 0              | 0              | 0              | 0        | 0      | 0           | 0          |
| H. Kawabe      | 34           | 7            | 6            | 0            | 2              | 0              | 0              | 0              | 36       | 7      | 6           | 0          |
| E. Lenjani     | 29           | 1            | 4            | 0            | 1              | 0              | 0              | 0              | 30       | 1      | 4           | 0          |
| L. Li          | 7            | 0            | 1            | 0            | 0              | 0              | 0              | 0              | 7        | 0      | 1           | 0          |
| N. Loosli      | 24           | 1            | 5            | 1            | 1              | 0              | 0              | 0              | 25       | 1      | 5           | 1          |
| G. Margreitter | 20           | 4            | 6            | 0            | 1              | 0              | 0              | 0              | 21       | 4      | 6           | 0          |
| M. Matic       | 1            | 0            | 0            | 0            | 1              | 0              | 0              | 0              | 2        | 0      | 0           | 0          |
| F. Momoh       | 25           | 4            | 2            | 0            | 2              | 1              | 0              | 0              | 27       | 5      | 2           | 0          |
| G. Morandi     | 12           | 2            | 0            | 0            | 0              | 0              | 0              | 0              | 12       | 2      | 0           | 0          |
| A. Moreira     | 35           | 0            | 3            | 0            | 1              | 0              | 0              | 0              | 36       | 0      | 3           | 0          |
| N. Nadjack     | 0            | 0            | 0            | 0            | 0              | 0              | 0              | 0              | 0        | 0      | 0           | 0          |
| L. Ntumba      | 0            | 0            | 0            | 0            | 0              | 0              | 0              | 0              | 0        | 0      | 0           | 0          |
| V. Paciência   | 0            | 0            | 0            | 0            | 0              | 0              | 0              | 0              | 0        | 0      | 0           | 0          |
| P. Pusic       | 16           | 1            | 3            | 0            | 2              | 0              | 0              | 0              | 18       | 1      | 3           | 0          |
| E. Rastoder    | 2            | 0            | 0            | 0            | 0              | 0              | 0              | 0              | 2        | 0      | 0           | 0          |
| B. Riascos     | 8            | 1            | 1            | 0            | 0              | 0              | 0              | 0              | 8        | 1      | 1           | 0          |
| A. Ribeiro     | 1            | 0            | 0            | 0            | 0              | 0              | 0              | 0              | 1        | 0      | 0           | 0          |
| T. Ribeiro     | 4            | 0            | 1            | 0            | 0              | 0              | 0              | 0              | 4        | 0      | 1           | 0          |
| A. Santos      | 8            | 0            | 0            | 1            | 1              | 1              | 0              | 0              | 9        | 1      | 0           | 1          |
| D. Schmid      | 32           | 1            | 3            | 0            | 2              | 0              | 0              | 0              | 34       | 1      | 3           | 0          |
| A. Seko        | 13           | 0            | 2            | 0            | 0              | 0              | 0              | 0              | 13       | 0      | 2           | 0          |
| N. Silva       | 19           | 0            | 3            | 0            | 2              | 1              | 0              | 0              | 21       | 1      | 3           | 0          |
| B. Souare      | 0            | 0            | 0            | 0            | 0              | 0              | 0              | 0              | 0        | 0      | 0           | 0          |
| S. Stroscio    | 1            | 0            | 0            | 0            | 0              | 0              | 0              | 0              | 1        | 0      | 0           | 0          |
| K. Sène        | 25           | 10           | 8            | 0            | 0              | 0              | 0              | 0              | 25       | 10     | 8           | 0          |
| T. Toti        | 16           | 1            | 4            | 0            | 2              | 0              | 0              | 1              | 18       | 1      | 4           | 1          |
| L. Uka         | 0            | 0            | 0            | 0            | 0              | 0              | 0              | 0              | 0        | 0      | 0           | 0          |
| F. de Carvalho | 1            | 0            | 0            | 0            | 0              | 0              | 0              | 0              | 1        | 0      | 0           | 0          |